# زغبة ستزرية
زغبة ستزرية (الاسم العلمي:Myomimus setzeri) (بالإنجليزية: Setzer’s Mouse-tailed Dormouse)‏ هي نوع من الحيوانات تتبع جنس الزغبة الفأرية الذيل من فصيلة الزغبات.